# Thor 2: Thế giới Bóng tối
Thor 2: Thế giới Bóng tối (tựa gốc tiếng Anh: Thor: The Dark World) là một bộ phim siêu anh hùng của Mỹ năm 2013 dựa trên nhân vật truyện tranh Thor của Marvel Comics, được sản xuất bởi Marvel Studios và phát hành bởi Walt Disney Studios Motion Pictures. Đây là phần tiếp theo của phim Thor (2011) và là phần thứ 8 thuộc Giai đoạn 2 của loạt phim Vũ trụ Điện ảnh Marvel. Đạo diễn của phim là Alan Taylor, làm việc cùng các biên kịch Christopher Yost, Christopher Markus và Stephen McFeely. Phim có sự tham gia của dàn sao Chris Hemsworth, Natalie Portman, Tom Hiddleston, Anthony Hopkins, Stellan Skarsgård, Idris Elba, Christopher Eccleston, Adewale Akinnuoye- Agbaje, Kat Dennings, Ray Stevenson, Zachary Levi, Tadanobu Asano, Jaimie Alexander, và Rene Russo. Trong bộ phim Thor: Thế giới Bóng tối, Thor hợp tác với Loki để cùng nhau giải cứu Chín Hành Tinh khỏi một Thực thể Hắc ám mà Malekith sử dụng, một kẻ thù cũ muốn báo thù Asgard và âm mưu thống trị vũ trụ.
Khi đang tiến hành bấm máy quay Thor: Thế giới Bóng tối vào tháng 4 năm 2011, nhà sản xuất phim đã công bố kế hoạch cho phần tiếp theo của loạt phim siêu anh hùng The Avengers. Tháng 7, 2011, đạo diễn của Thor là Kenneth Branagh đã rút lui khỏi dự án. Brian Kirk và Patty Jenkins đã từng được nhắm đến vị trí đạo diễn bộ phim trước khi Taylor được bổ nhiệm vào tháng 1 năm 2012. Các diễn viên mới được thuê vào tháng 8 năm 2012 gồm Eccleston, Dennings, và Akinnuoye-Agbaje. Phim bắt đầu được bấm máy vào tháng 9 năm 2012 tại Surrey trước khi tiếp tục di chuyển sang Iceland và London quay và hoàn thành phim vào tháng 12 năm 2012. Bộ phim đã được chuyển sang định dạng 3D trong giai đoạn sản xuất hậu kì.
Thor: The Dark World được công chiếu tại Odeon Leicester Square ở London vào 22 tháng 10 năm 2013. Phim đã được phát hành trên toàn thế giới vào 30 tháng 10 năm 2013 và 8 tháng 11 năm 2013 tại Hoa Kỳ. Bộ phim bị đánh giá là dở nhất trong Vũ trụ điện ảnh Marvel do ác nhân chính quá yếu so với nguyên tác truyện tranh. Dù vậy, nó vẫn đạt thành công lớn trong thương mại khi thu về $644,6 triệu USD trên toàn cầu. Phim khởi chiếu tại Việt Nam vào ngày 08 tháng 11 năm 2013.
Phần thứ ba của phim Thor: Ragnarok sẽ ra mắt vào 3 tháng 11 năm 2017.

## Nội dung
Thuở sơ khai, cha của thần Odin, Bor đã chiến đấu với kẻ thù truyền kiếp Dark Elf Malekith, người tìm cách bao phủ vũ trụ trong bóng tối bằng việc sử dụng một vũ khi dạng lỏng được gọi là Aether (thực chất là Viên đá vô cực Hiện Thực). Sau khi đánh bại đội quân của Malekith, tiêu diệt những chiến binh cường hóa được gọi là Kursed, vua Bor đã quyết định niêm phong Aether trong một cột đá vì không phá hủy được nó. Tuy nhiên Malekith cùng thuộc hạ thân tín của hắn, Algrim và các Dark Elf còn sót lại sau cuộc chiến đã trốn thoát và ẩn dật chờ ngày báo thù.
Tại Asgard hiện tại, Loki bị bắt và tống vào ngục tù vì tội ác chiến tranh mà hắn đã gây ra trên Trái Đất. Trong khi đó Thor cùng đội bạn Fandral, Volstagg và Sif tiếp tục chiến đấu tại Vanaheim, vương quốc láng giềng của Hogun. Đó cũng là chiến dịch cuối cùng trong cuộc chiến lập lại hòa bình của Chín Hành Tinh, sau khi Cầu Nối Chín Vương quốc Bifröst đã bị phá hủy hai năm trước đó, nay đã được khôi phục. Các chiến binh Asgard cũng biết rằng sắp xảy ra một hiện tượng hiếm hoi trong lịch sử gọi là Sự Hội Tụ khi Chín Hành Tinh cùng nằm trên một đường thẳng và sẽ xuất hiện một loạt các cổng liên kết các thế giới với nhau.
Tại London, tiến sĩ vật lý thiên văn Jane Foster cùng thực tập sinh của cô là Darcy Lewis đã đi thám hiểm một nhà máy bị bỏ hoang, nơi cổng liên kết các thế giới xuất hiện và phá vỡ tất cả các quy tắc vật lý xung quanh họ. Jane vô tình bị cuốn vào cổng liên kết đó tới nơi phong ấn Aether, rồi bị chính nó xâm nhập. Khi Heimdall dùng khả năng nhìn xuyên thấu không gian đến Trái Đất thì không thấy Jane, khiến Thor vội vàng đến đó tìm cô. Khi Thor thấy Jane, cô vô tình phát ra một năng lượng kinh hoàng khiến Thor phải đưa cô đến Asgard chữa trị. Odin phát hiện được Aether đang ở trong người Jane, ông đã cảnh báo Thor về điềm báo của một lời tiên tri thảm khốc có từ hàng ngàn năm trước.
Malekith được đánh thức bởi năng lượng của Aether, hắn cài Algrim vào nhà tù Asgard, rồi biến thành Kursed cuối cùng tấn công Asgard từ bên trong. Bên ngoài, Malekith và Algrim đột kích vào Asgard, tìm kiếm Jane, cảm nhận được cô có Aether. Mẹ của Thor là Frigga hy sinh khi bảo vệ Jane, còn Thor nỗ lực cứu mẹ bất thành, đả thương nặng Malekith và Algrim buộc phải ôm hắn bỏ đi mà không bắt được Jane. Vì kẻ thù quá mạnh, vượt khỏi tầm kiểm soát của người giữ cổng Bifrost, dù trước đây chỉ có Heimdall mới quyết định được ai đến và đi khỏi Asgard, nên Heimdall từ chức.
Bất chấp lệnh cấm của Odin, Thor miễn cưỡng nhờ sự giúp đỡ của Loki, vì hắn biết về một cổng bí mật dẫn đến Svartalfheim, nơi mà họ sẽ sử dụng Jane để thu hút và đối đầu với Malekith tại hành tinh của hắn, nhằm đẩy chiến trường ra xa Asgard. Đổi lại, Thor hứa cùng với Loki báo thù Malekith mối thù giết mẹ (bản thân Loki còn hối hận vì đã dẫn đường cho Algrim, gián tiếp dẫn tới cái chết của Frigga, người duy nhất dạy dỗ và yêu thương mình). Thor lên kế hoạch khá kỹ, nhóm Heimdall, Volstagg, Sif, và Fandral ngăn cản các chiến binh Asgard giúp họ trốn thoát, chỉ còn Thor, Loki và Jane cùng nhau đến Svartalfheim bằng đường tắt.
Khi đến nơi, Thor và Loki đã vờ diễn kịch mâu thuẫn, cố ý để Malekith lấy Aether ra từ Jane, rồi Thor phóng một tia sét mạnh để phá hủy Aether nhưng thất bại. Malekith nhập với Aether, còn Thor bị đánh bầm dập. Loki trọng thương sắp chết khi đồng quy vô tận kết liễu Algrim. Thor ôm Loki trong vòng tay mình, hứa sẽ nói với cha mình về sự hy sinh lớn này. Sau đó, Thor và Jane phát hiện ra một cổng không gian mà Jane lạc vào trước đây trong một hang động gần đó và đến London đoàn tụ với Darcy và Tiến sĩ Erik Selvig. Erik đã được điều trị một thời gian ngắn do các di chứng chấn thương thần kinh ông phải chịu đựng trong cuộc tấn công của Loki trên Trái Đất, ông sẵn sàng giúp đỡ Thor bằng nỗ lực nghiên cứu của ông.
Họ biết rằng Malekith có kế hoạch khôi phục lại Dark Elf và thống trị vũ trụ bằng cách giải phóng Aether từ trung tâm của Sự Hội Tụ tại vị trí của đài Greenwich. Malekith mò đến Trái Đất nhanh chóng, Nhóm Jane sơ tán người dân và tìm cách quan sát hỗ trợ Thor chiến đấu với Malekith, Thor và hắn và liên tiếp nhảy qua các cổng khác nhau đến nhiều thế giới, rồi quay trở lại Greenwich. Thor đi tàu điện đến Greenwich, sử dụng thiết bị khoa học của Jane và Erik sáng chế, sau đó dịch chuyển Malekith đến Svartalfheim, hắn bị nghiền nát bởi con tàu bị hư hại của chính hắn.
Thor trở về Asgard, nơi anh từ chối lời đề nghị lên ngôi vua của Odin và nói với Odin về sự hy sinh của Loki. Sau khi Thor rời khỏi, Odin lúc này hiện nguyên hình là Loki cải trang (đồng nghĩa với việc Loki đã giả chết), mãn nguyện với kế hoạch thành công mỹ mãn của mình. Giờ đây Loki chính thức lên ngôi vua ở Asgard. Còn Odin, ngài đã xuống Trái Đất sống một cuộc sống như người bình thường, điều này được hé lộ chi tiết ở phần Thor: Ragnarok.
Trong một cảnh mid-credits, Volstagg và Sif đến thăm Tivan và giao hộp đựng Aether cho ông ta, giải thích rằng Tesseract đang ở Asgard và để hai Infinity Stone quá gần nhau sẽ rất nguy hiểm. Khi họ rời đi, Tivan nói "Được một cái, còn năm nữa". Trong một đoạn post-credits, Jane và Thor tái hợp nhau trên Trái Đất trong khi ở đâu đó tại London, một con quái vật băng giá từ Jotunheim vô tình được đưa đến Trái Đất trong trận chiến cuối cùng, nó tiếp tục chạy điên cuồng.

## Diễn viên
- Chris Hemsworth vai Thor
- Natalie Portman vai Jane Foster
- Tom Hiddleston vai Loki
- Anthony Hopkins vai Odin
- Christopher Eccleston vai Malekith
- Jaimie Alexander vai Sif
- Zachary Levi vai Fandral
- Ray Stevenson vai Volstagg
- Tadanobu Asano vai Hogun
- Idris Elba vai Heimdall
- Rene Russo vai Frigga
- Adewale Akinnuoye-Agbaje vai Algrim / Kurse
- Kat Dennings vai Darcy Lewis
- Stellan Skarsgård vai Erik Selvig
- Alice Krige vai Eir
- Clive Russell vai Tyr
- Jonathan Howard vai Ian Boothby
- Ramone Morgan vai John
- Obada Alassadi vai Navid
- Imaan Chentouf vai Maddie
- Chris O'Dowd vai Richard
- Richard Brake vai Einherjar Lieutenant
- Stan Lee vai Mental Patient
- Steve Scott vai Himself
- Brett Tucker vai Einherjar Guard
- Douglas Robson vai Horned Marauder
- Tony Curran vai Bor
- Benicio del Toro vai Tivan